# ジェシカ・ミラー
ジェシカ・ミラー（英語: Jessica Miller, 1981年3月1日 - ）は、アメリカ合衆国オハイオ州出身の女性フィギュアスケート選手。パートナーはイアン・モラムなど。

## 経歴
アメリカ合衆国オハイオ州で生まれ、7歳でスケートを始めた。当初、アメリカ所属としてジュニア時代はケビン・ギャレットとペアを組み、シニア転向後はジェフリー・ワイスとペアを組んだ。2000-2001年シーズンにはISUグランプリシリーズのスケートアメリカに出場。またオンドレイネペラメモリアルでは3位になるなどしたが、同シーズン終了後にペアは解散。
2002年よりイアン・モラムと新たにペアを結成、カナダ所属となり2006-2007年シーズンには再びISUグランプリシリーズに参戦した。
2007-2008年シーズン、中国杯では自身初の表彰台となる3位。2戦目のエリック・ボンパール杯は6位となる。初出場の四大陸選手権では自己最高得点を更新し5位入賞を果たした。シーズン終了後、モラムとともに引退を発表した。

## 主な戦績
- 戦績はイアン・モラムと組んで以降。

| 大会/年          | 2003-04 | 2004-05 | 2005-06 | 2006-07 | 2007-08 |
| ---------------- | ------- | ------- | ------- | ------- | ------- |
| 四大陸選手権     |         |         |         |         | 5       |
| カナダ選手権     | 5       | 6       | 7       | 8       | 6       |
| GP中国杯         |         |         |         |         | 3       |
| GPエリック杯     |         |         |         |         | 6       |
| GPスケートカナダ |         |         |         | 7       |         |
| ネーベルホルン杯 |         |         |         | 6       |         |

### 詳細
| 2007-2008 シーズン  |                                                      |         |         |          |
| 開催日              | 大会名                                               | SP      | FS      | 結果     |
| 2008年2月11日-17日  | 2008年四大陸フィギュアスケート選手権（高陽）         | 5 54.88 | 5 94.36 | 5 149.24 |
| 2008年1月16日-20日  | カナダフィギュアスケート選手権（バンクーバー）       | 5 55.61 | 6 98.31 | 6 153.92 |
| 2007年11月15日-18日 | ISUグランプリシリーズ エリック・ボンパール杯（パリ） | 7 44.26 | 5 98.66 | 6 142.92 |
| 2007年11月7日-11日  | ISUグランプリシリーズ 中国杯（ハルビン）             | 3 50.46 | 3 86.84 | 3 137.30 |

| 2006-2007 シーズン    |                                                    |         |         |          |
| 開催日                | 大会名                                             | SP      | FP      | 結果     |
| 2007年1月15日-21日    | カナダフィギュアスケート選手権（ハリファックス）   | 8 46.61 | 7 89.95 | 8 136.56 |
| 2006年11月2日-5日     | ISUグランプリシリーズ スケートカナダ（ビクトリア） | 8 44.58 | 7 88.48 | 7 133.06 |
| 2006年9月29日-10月1日 | 2006年ネーベルホルン杯（オーベルストドルフ）       | 6 42.23 | 6 82.16 | 6 124.39 |

| 2005-2006 シーズン  |                                          |         |         |          |
| 開催日              | 大会名                                   | SP      | FS      | 結果     |
| 2006年1月9日 - 15日 | カナダフィギュアスケート選手権（オタワ） | 6 48.14 | 7 97.78 | 7 145.92 |

| 2004-2005 シーズン   |                                            |         |         |          |
| 開催日               | 大会名                                     | SP      | FS      | 結果     |
| 2005年1月17日 - 23日 | カナダフィギュアスケート選手権（ロンドン） | 8 45.48 | 5 87.73 | 6 133.21 |